# Gomnes
Gomnes är en tätort i Hole kommun i Buskerud fylke i sydöstra Norge. Orten ligger vid fylkesväg 2854, på västra sidan av halvön Røyse, vid sjön Tyrifjorden.